# Armand Duplantis
Armand Gustav "Mondo" Duplantis (Lafayette, 10 de novembro de 1999) é um atleta sueco-americano, campeão olímpico, mundial e recordista mundial do salto com vara. 
Considerado um fenômeno da modalidade que pratica desde os quatro anos de idade, aos 20 anos quebrou o recorde mundial duas vezes em uma semana, foi campeão mundial juvenil e júnior da prova e vice-campeão mundial aos 19 anos em Doha 2019, antes de se tornar campeão olímpico em Tóquio 2020 e campeão mundial adulto em Eugene 2022. Em 2024 e 2025 quebrou o próprio recorde três vezes no mesmo ano, um total de seis recordes mundiais em dois anos.

## Carreira
Nascido nos Estados Unidos, no estado da Louisiana, filho de pai norte-americano e mãe sueca, ambos com histórico de atletas, ele um saltador como o filho, e seu técnico, e a mãe uma heptatleta, começou no salto com vara com apenas quatro anos imitando o pai e ainda na infância estabeleceu vários recordes, tendo, aos 14 anos, as melhores marcas mundiais para crianças entre 7 e 13 anos, em cada um das idades consecutivas. Tendo dupla nacionalidade e começando a participar de competições internacionais na adolescência, já saltando 5,30 m com 15 anos de idade, escolheu a Suécia, a terra da mãe, para representar.
Campeão Mundial Juvenil em Cali 2015, na Colômbia, no ano seguinte foi medalha de bronze no Campeonato Mundial Junior de Atletismo de 2016 em  Bydgoszcz na Polônia. Em abril de 2017, durante o torneio  Nike Clyde Littlefield Texas Relays, em Austin, Texas, "Mondo" alcançou a marca de 5,90 m, estabelecendo novo recorde mundial júnior para o salto com vara, marca essa também 3 cm maior que o recorde sueco adulto. Em maio de 2018, aumentou seu recorde para 5,93 m, foi campeão mundial júnior e em julho campeão europeu adulto saltando 6,05 m em Berlim.
Em 2019, disputando seu primeiro campeonato mundial adulto, conquistou a medalha de prata em Doha 2019, com um salto de 5,97 m. Em 8 de fevereiro de 2020, Duplantis quebrou em um centímetro o recorde mundial do francês Renaud Lavillenie estabelecido seis anos antes em Donetsk, na Ucrânia, saltando 6,17 m num evento em pista coberta na Polônia. Uma semana depois, em 15 de fevereiro, em Glasgow, na Escócia, em outro evento indoor, aumentou o próprio recorde mundial em mais um centímetro, alcançando a marca de 6,18 m. Em 17 de setembro do mesmo ano ele conseguiu o maior salto em estádio aberto desde Serguei Bubka em 1994, ao saltar 6,15 m na etapa de Roma da Diamond League.
Em 2021, nos Jogos de Tóquio 2020, adiados do ano anterior graças à pandemia de covid-19, tornou-se campeão olímpico com um salto de 6,02 m. Ignorando a hipótese de primeiro garantir uma nova marca olímpica - 6,03 m - apenas um centímetro acima de seu salto, pertencente ao brasileiro Thiago Braz na Rio 2016, Duplantis tentou quebrar novamente seu recorde mundial, colocando a barra diretamente em 6,19 m, mas depois das três tentativas não foi bem-sucedido.
Depois de mais de dois anos e cerca de 50 tentativas na altura, em 7 de março de 2022 ele finalmente conseguiu ultrapassar essa marca durante treinamentos locais para o Meeting em Pista Coberta de Belgrado. Com a nova marca de 6,19 m, Duplantis conquistou seu terceiro recorde mundial consecutivo na prova, todos indoor. Duas semanas depois, competindo no Meeting propriamente dito, quebrou novamente seu recorde mundial saltando 6,20 m.
No Campeonato Mundial de Atletismo de 2022, disputado em Eugene, Estados Unidos, ele conquistou seu primeiro título de campeão mundial e quebrou pela quinta vez o recorde mundial, a primeira vez ao ar livre, saltando 6,21 m.  Em fevereiro de 2023, disputando o All-Star Pole Vault, em Clermont-Ferrand, na França, ele acrescentou mais um centímetro e um novo recorde mundial, 6,22 m. Em Budapeste 2023 se sagrou bicampeão mundial saltando 6,10 m.
Após o Mundial, Duplantis quebrou novamente o recorde mundial saltando 6,23 m na última etapa da Diamond League em Eugene, onde também havia conquistado um recorde mundial no ano anterior. Em abril de 2024, na primeira etapa da Diamond League em Xiamen, na China, pela oitava vez consecutiva ele estabeleceu novo recorde mundial, com a marca de 6,24 m.
Em agosto de 2024, durante os Jogos de Paris 2024, quebrou o recorde olímpico do brasileiro Thiago Braz (6,03m) e, mais uma vez, o recorde mundial, saltando a marca de 6,25m. Com o salto, garantiu o bicampeonato olímpico. Três semanas depois no meeting da Silésia, etapa da Diamond League logo após os Jogos Olímpicos, ele quebrou o recorde mundial pela décima vez e pela terceira vez no ano, saltando 6,26 m. 
Em 2025, iniciou o ano nas provas em pista coberta na Europa, aumentando sua marca em mais um centímetro. Em fevereiro deste ano saltou 6,27 m no All Star Perche, torneio disputado em Clermont-Ferrand, na França, seu 11º recorde mundial na modalidade. Em junho, disputando a etapa de Estocolmo da Diamond League em frente do seu público, ele acrescentou mais um centímetro a seu recorde mundial, saltando 6,28 m. Em agosto, no Grand Prix de Budapeste, Hungria, saltou 6,29 m, um novo recorde mundial do salto com vara pela 13ª vez e novamente pela terceira vez num mesmo ano. Entre 2024 e 2025 ele quebrou por seis vezes o recorde mundial da prova.